# Тетіївський комбікормовий завод
Тетіївський комбікормовий завод — підприємство зернопереробної промисловості у місті Тетіїв Київської області України.

## Історія
Тетіївський міжколгоспний комбікормовий завод було побудовано згідно з восьмим п'ятирічним планом розвитку народного господарства СРСР, його введено в експлуатацію 1970 року.
Після створення в березні 1989 року агропромислового комбінату «Тетіївський», комбікормовий завод був включений до складу агропромислового комбінату.
Загалом, за радянських часів комбікормовий завод входив до числа найбільших підприємств міста.
Після проголошення незалежності України державне підприємство було перетворено на товариство з обмеженою відповідальністю.
У 2005 році на підприємстві було освоєно виробництво пінопласту і пінополістирольних плит.

## Сучасний стан
Підприємство здійснює приймання, сушіння, очищення та зберігання зерна, а також виробляє комбікорми для птиці, великої рогатої худоби та свиней.